# Esloso
Esloso ist ein osttimoresischer Ort im Suco Lissadila (Verwaltungsamt Loes, Gemeinde Liquiçá). Der kleine Ort liegt im Norden der Aldeia Lebuhae, in einer Meereshöhe von 508 m. Er befindet sich auf einen Bergrücken zwischen den Tälern des Gumuloa im Osten und des Emderilua im Westen, die zum Flusssystem des Lóis gehören. Südöstlich liegt der Ort Pelelo. Eine Straße verbindet Esloso mit den Dörfern Cai-Cassa im Süden und Manuquibia im Norden.